# Rudi Rischbeck
Rudolf „Rudi“ Rischbeck (* 16. März 1903 in München; † 16. Juni 1988 ebendort) war ein deutscher Jazz- und Unterhaltungsmusiker (Geige, Klarinette, Saxophon, Orchesterleitung). 

## Wirken
Rischbeck studierte in München Violine. Ab 1929 arbeitete er in Berlin, wo er in den Orchestern von James Kok, Julian Fuhs, Juan Llossas, Otto Dobrindt, Efim Schachmeister und Hermann Rohrbeck spielte. Zwischen 1935 und 1941 trat er mit eigener Combo in Berliner Bars auf, mit dem es auch zu Aufnahmen kam, etwa seines eigenen Vokaltitels Die lustige Fidel. Anschließend war er noch als Studiomusiker, etwa für Charlie and His Orchestra tätig. Tom Lord verzeichnet 14 Aufnahmen zwischen 1940 und 1944. Nach 1945 spielte er in Hotelbars in München und Düsseldorf.

## Lexikalische Einträge
- Jürgen Wölfer: Jazz in Deutschland. Das Lexikon. Alle Musiker und Plattenfirmen von 1920 bis heute. Hannibal, Höfen 2008, ISBN 978-3-85445-274-4.